# Alexander Lozza

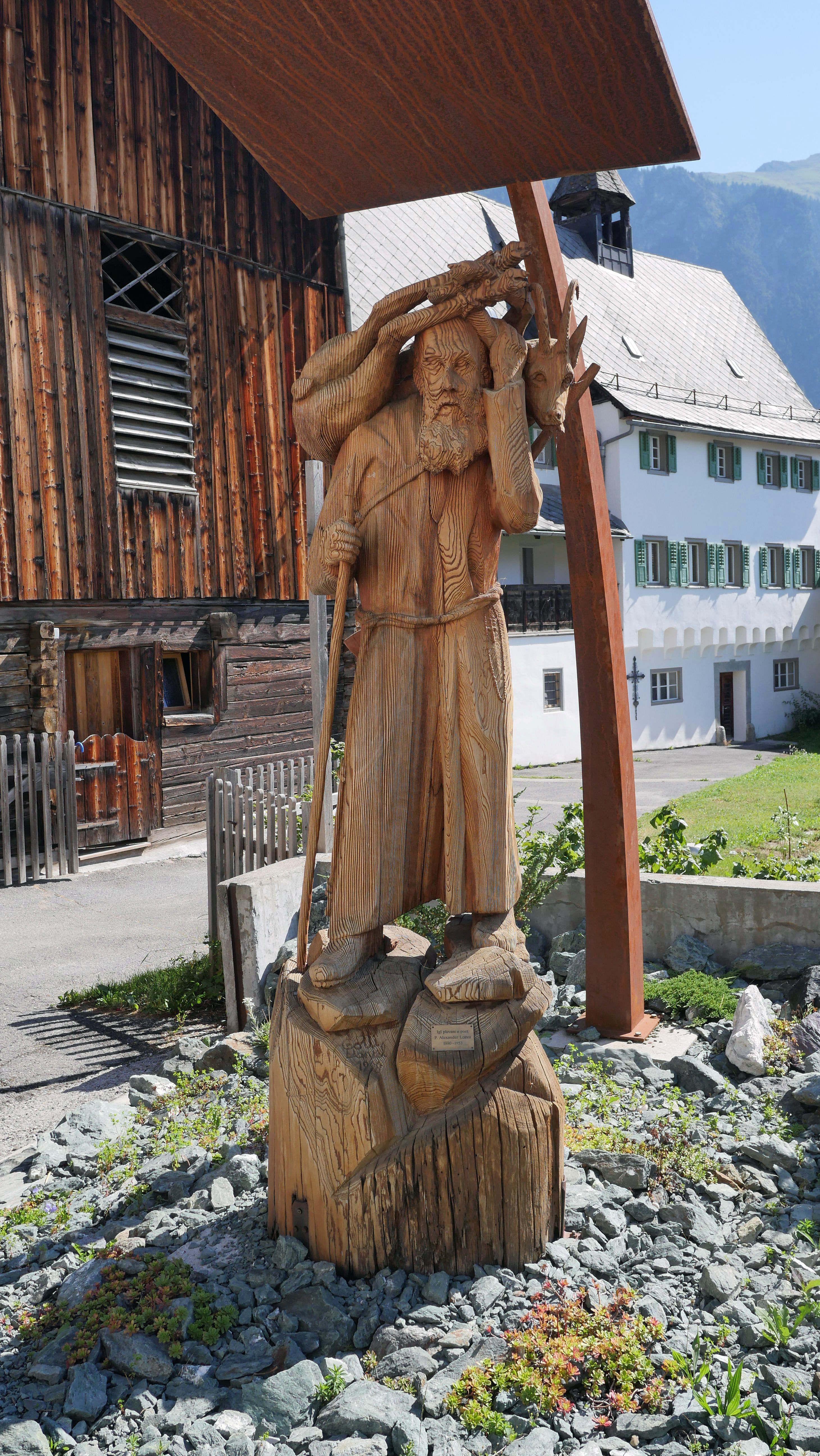
Holzskulptur für Pater Alexander Lozza in Salouf (Detail)

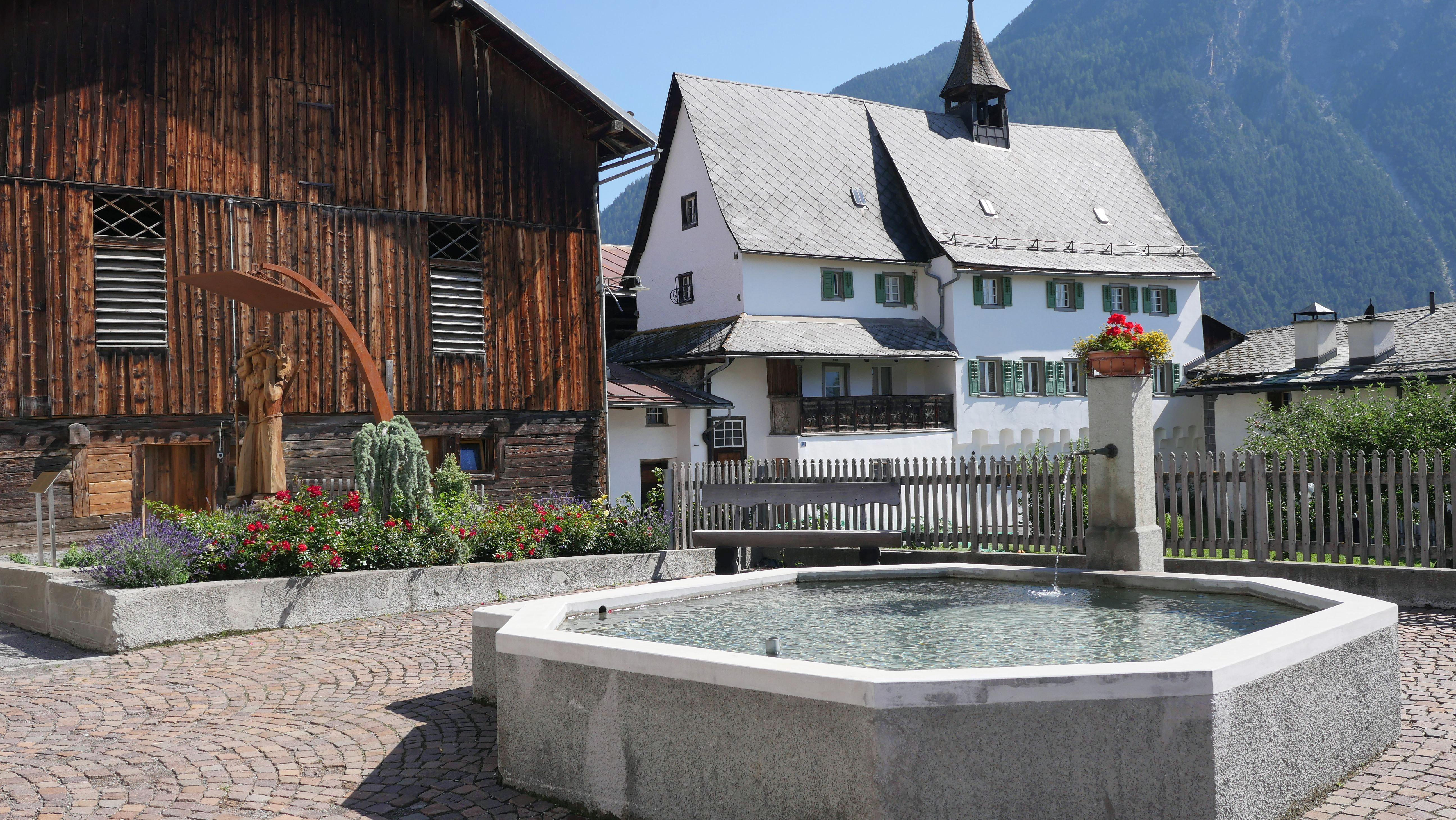
Dorfplatz Salouf (GR) vor dem Kapuzinerhospiz

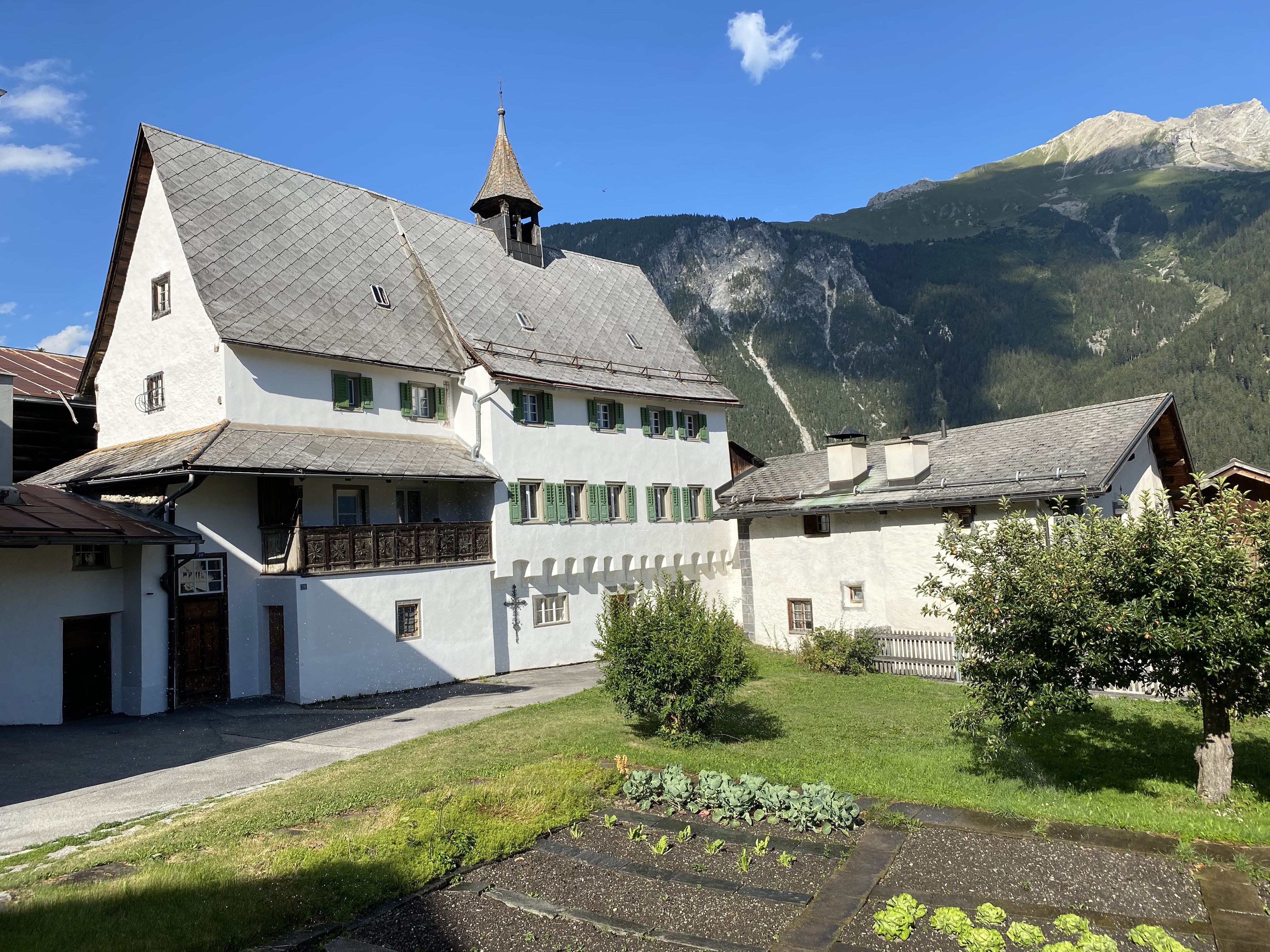
Kapuziner Hospiz in Salouf im Kanton Graubünden (Schweiz). Hier wohnte Pater Alexander Lozza

Alexander Lozza OFMcap (* 27. Juni 1880 in Marmorera; † 13. Februar 1953 in Tiefencastel) war ein Schweizer Kapuziner aus dem Kanton Graubünden. Er war Schriftsteller und schrieb in italienischer und rätoromanischer Sprache.

## Leben
Alexander Lozza war das zwölfte Kind einer Bergbauernfamilie aus dem Bündnerischen Marmorea. Seine Eltern Dorigo und Maria Lozza-Florinetti schickten ihn mit 15 Jahren nach Genua in eine Klosterschule. Mit 20 Jahren trat er 1900 in den Kapuzinerorden ein. 1906 wurde er Pfarrhelfer in Vaz und später in Salouf. 1908 bis 1919 amtete er als Pfarrer in Tomils. 1919 bis 1949 war er Pfarrer in der Gemeinde Salouf im bündnerischen Surses.
Alexander Lozza war stark mit seiner Heimat am Julierpass verbunden. Er engagierte sich 1953 auch im Kampf gegen den Marmorera-Staudamm, welche das Elektrizitätswerk der Stadt Zürich EWZ baute. Dafür musste das alte Dorf aufgegeben werden. Es ist heute nur wenig entfernt an höherer Lage. In einem Gedicht schrieb er damals darüber:

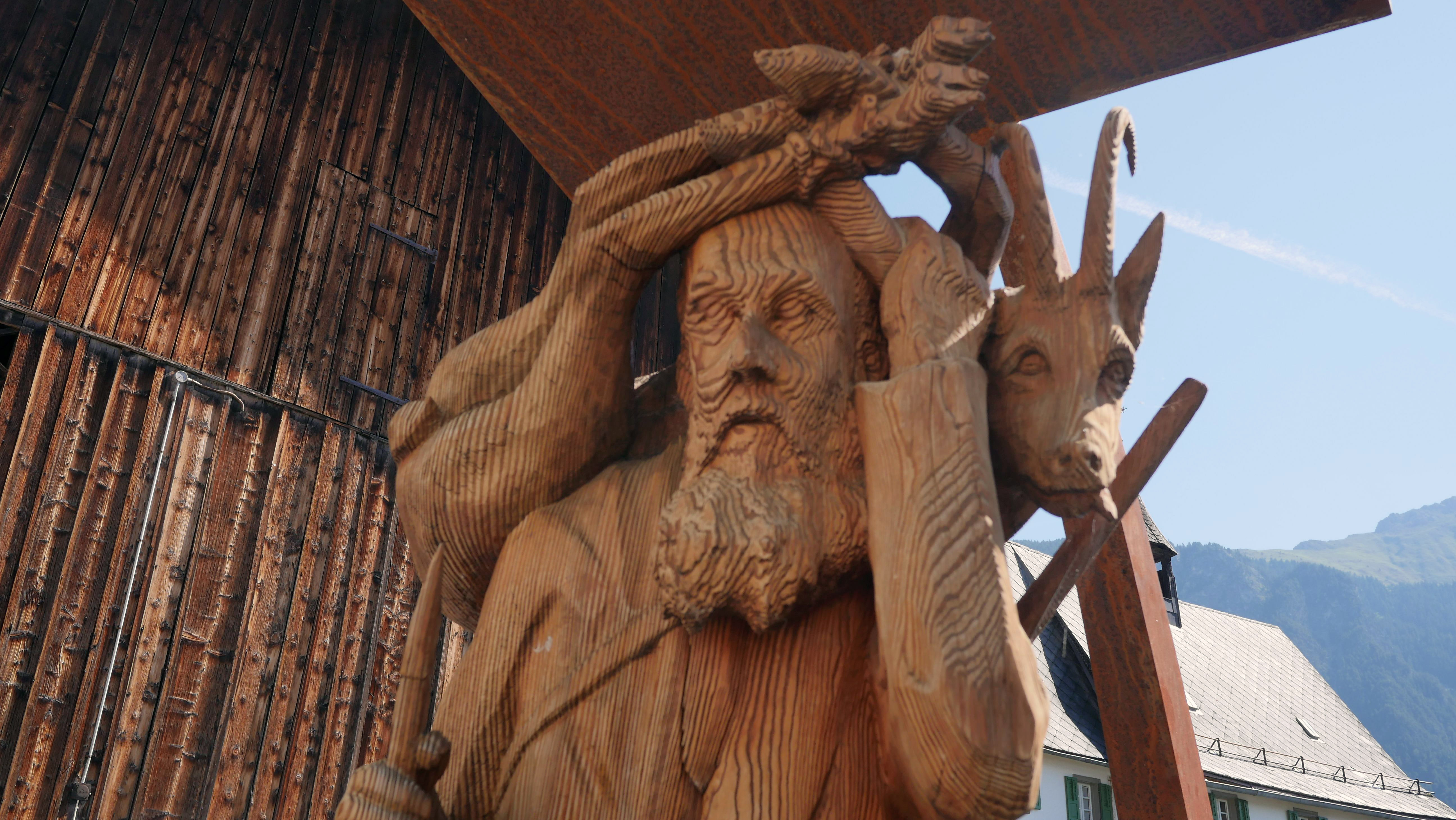
Holzskulptur für Pater Alexander Lozza in Salouf (Detail)

Dem grossen Moloch Zürich opferst du

Geschichte, Sprache, Tradition.

Vom Tun und Trachten unserer Alten

nur die Sage bleibt erhalten.
In den Jahren 1919 bis 1936 hatte er auch das Amt des Kustos der nahe gelegenen Wallfahrtskirche Ziteil. Das Marienheiligtum Ziteil liegt auf 2429 Meter und gilt als höchster Wallfahrtsort der Ostalpen. Mit Ziteil und Salouf blieb er zeitlebens verbunden: Seinem Wunsch entsprechend ist er in Salouf begraben.
Eine Holzskulptur und eine Gedenktafel vor dem Kapuzinerhospiz in deutscher und rätoromanischer Sprache erinnern heute daran. Die Skulptur zeigt den Kapuzinerpater auf der Rückkehr von der Jagd mit einer Gämse auf dem Rücken. Von seiner Leidenschaft für die Jagd zeugen auch Bilder in seinem Nachlass im Schweizerischen Literaturarchiv in Bern.
Alexander Lozza war der Onkel von Duri Loza (1920–2012), der 1949 bis 2012 Pfarrer in Salouf war und von 1950 bis 1999 als Kustos den Wallfahrtort Ziteil betreute. Loza engagierte sich als Herausgeber der Werke seines Onkels und übersetzte ausserdem zahlreiche Kirchenlieder ins Rätoromanische.

## Werk

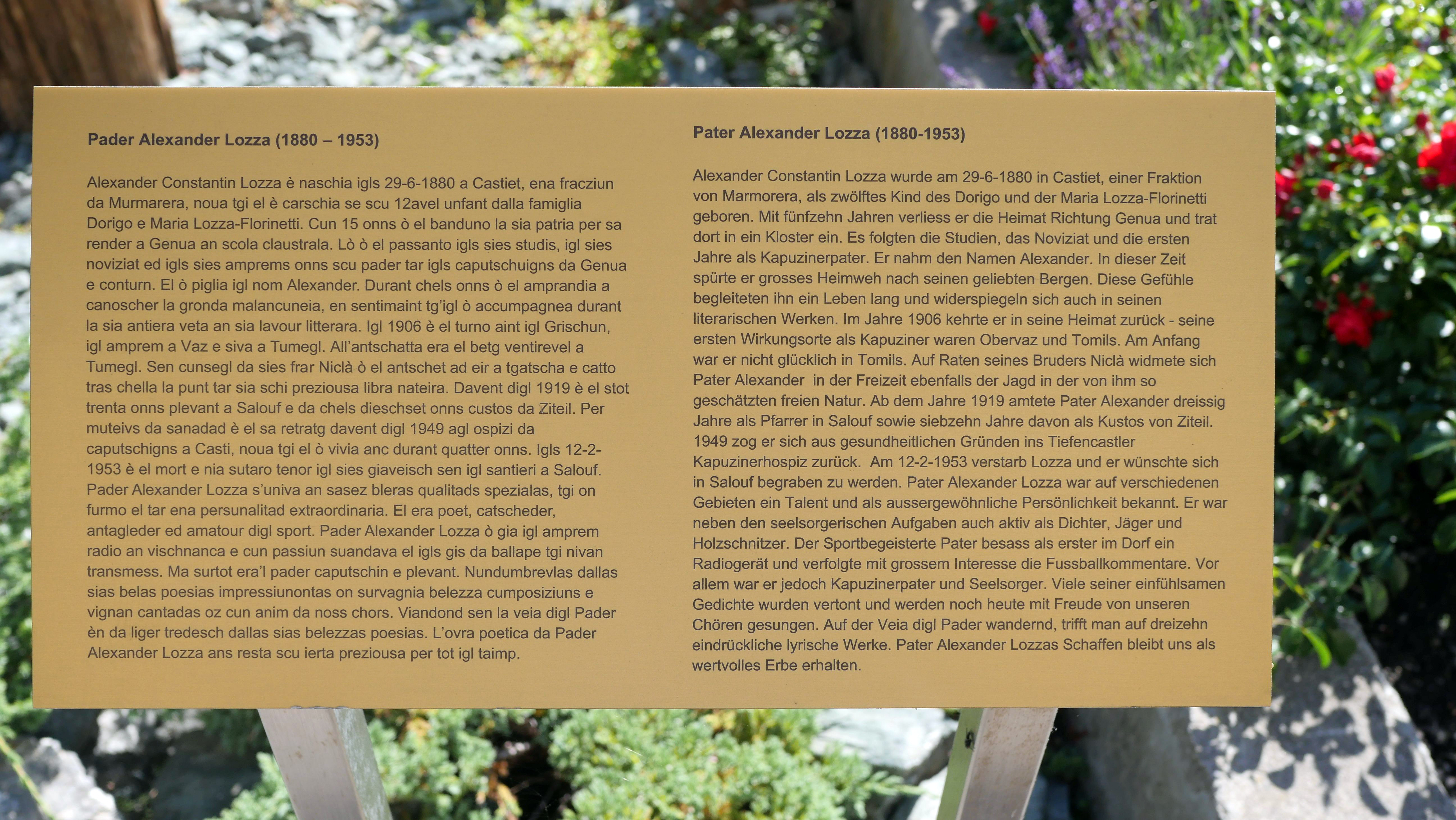
Gedenktafel für Pater Alexander Lozza in Salouf in deutscher und rätoromanischer Sprache.

Alexander Lozza schrieb bereits in seiner Ausbildung in Genua Gedichte in italienischer Sprache. Ab 1930 begann er Gedichte, Erzählungen und religiöse Theaterstücke in rätoromanischer Sprache zu veröffentlichen. Sie erschienen zunächst in Kalendern und Zeitschriften. 1951 erschien sein erster Sammelband unter dem Titel Ziteil.
Lozzas Lyrik lässt sich in drei Kreise ordnen: der Ziteil-Zyklus umfasst Gedichte, in denen Heimat, Landschaft, Natur und Jagd beschrieben werden. Mit dem Dorf-Zyklus schildert er das bäuerliche Leben und der Berg-Zyklus umfasst Gedichte, in denen Heimat, Landschaft, Natur und Jagd besungen werden. Die dichterische Kraft seiner Werke offenbart sich in Bildern und Gleichnissen, die aus der unmittelbaren Konfrontation innerer und äusserer Gegensätze entstehen. Die Verse, die Pater Alexander Lozza beim Tod des Mitkämpfers Peider Lansel für den Erhalt des Idioms Surmiran 1943 schrieb, schliessen auf seinen steten Glauben und die göttliche Schaffenskraft: Gott ist der erste Sänger, das All ist sein Gedicht.
Ein Jahr nach seinem Tode erschien der Band Poesias. Auch wenn Lozza kein sehr umfangreiches Werk hinterlassen hat, so gilt er als wichtiger Schriftsteller im rätoromanischen Sprachraum, seine Gedichte finden sich auch in rätoromanischen Schulbüchern.
Von Savognin zum Dorf Stierva führt ein Erlebnisweg mit 13 ausgewählten Gedichten von Alexander Lozza in rätoromanischer und deutscher Sprache. Mit der Parc Ela App kann man sich die Gedichte auch vorlesen lassen. Eine Karte gibt Auskunft über den genauen Verlauf des Weges.

## Werkverzeichnis und Fotos
- Ziteil: Flours segls ours da la veia – Blumen am Wegrand. Gedichte, St. Gallen, Tschudy-Verlag, 1951 Ediziun e traducziuns en tudestg da Leza Uffer.
- Poesias. Salouf, ed. Duri Loza, 1954.
- Prosa. Salouf, ed. Duri Loza, 1961.
- Faust, Signorell: L'appariziun da Nossadonna a Ziteil, dramatisada an 5 acts, in: sep. Calender Surmiran 1980, red.
- Duri Loza (Hrsg.): Raquints an rumantsch da Murmarera, Salouf, Cumegn da Murmarera, 1980.
- Duri Loza (ed.), Raquints an rumantsch da Murmarera, Salouf, Cumegn da Murmarera, 1980.

Weitere Informationen finden sich im Nachlassverzeichnis.
In seinem Nachlass finden sich auch Fotos. Sie zeigen Alexander Lozza mit seinen Jagdtrophäen und in seiner Wohnung in Salouf. Die Fotos werden Max Meerkämper (1914–1978) zugeschrieben. Er war der Sohn des bekannten Bündner Landschaftsfotografen Emil Meerkämper (1877–1948).

## Das Wallfahrtsspiel von Ziteil
Zu den bekannteren Werken von Alexander Lozza gehört sein Wallfahrtspiel L’appariziung da Nossadonna da Ziteil / Die Erscheinung der Madonna von Ziteil das 1933 uraufgeführt wurde. Das Wallfahrtspiel von Ziteil thematisiert die Ursprungslegende des Wallfahrtsortes. 1580 soll die Muttergottes einer jungen Frau und einem Hirtenjungen erschienen sein. Sie mahnte, dass Gott das Volk für seine Sünden mit Dürre und Krankheiten strafen würde, wenn sie nicht Busse täten. Danach soll eine Prozession mit 3000 Gläubigen stattgefunden haben. Am Ort, wo Maria dem Hirtenjungen erschienen ist, wurde die Wallfahrtskirche Ziteil gebaut. Das Wallfahrtspiel wurde 1933 in Salouf uraufgeführt. Weitere Aufführungen in der Region sind für 1949, 1951 und 1980 dokumentiert.